# Goese Schans
Waterstad Goese Schans is een toekomstige wijk van Goes. De wijk komt op de plaats van het huidige havengebied aan de noordkant van Goes, en ook aan de westhavendijk, op de plaats van Sportpark 't Schenge. Realisatie is voorzien vanaf 2010. De naam waterstad Goese Schans verwijst naar de oude vestingwerken langs het havenkanaal.
Waterstad Goese Schans is een stedenbouwkundig ontwerp van West8 uit Rotterdam, maar aan de woningen werken verschillende architecten. Er komen verschillende woningtypes in diverse uitvoeringen, zodat er een zeer gevarieerd woningbeeld ontstaat. Volgens de plannen zullen er tussen 2010 en 2025 in de wijk ongeveer 2000 woningen worden gebouwd. Zomer 2009 is de gebiedspromotie van waterstad Goese Schans opgestart en zijn het ontwerp en de indeling van de eerste 150 woningen in het eerste deelplan Goese Diep bekend. Het project zal in een publiek-private samenwerking worden gerealiseerd, naast de gemeente Goes participeren de lokale woningcoöperatie RWS en de projectontwikkelaars Van Garderen & Dekker en Proper-Stok Groep.
Er zijn inmiddels 39 woningen in het deelplan Goese Diep gerealiseerd.

## Protest tegen plannen
De gemeente Goes hield in mei en juni 2007 een aantal informatie-avonden over het masterplan Waterstad, voor bewoners van diverse wijken. Met name in de wijk Goese Polder stuitte de plannen op veel weerstand vanwege het verplaatsen van Sportpark 't Schenge. De sportvelden zouden verhuizen naar een groenstrook langs de wijk Goese Polder. Er werd een vereniging "Bewonersbelangen Goese Polder Oost" opgericht. Ook vanuit de naastgelegen wijk het Goese Meer en een buurtschap langs het havenkanaal is er enig protest geweest.
Maar ook een aantal bedrijven in het havengebied, waaronder een betonwarenfabriek en betoncentrale, maakten bezwaar tegen het bestemmingsplan. Deze bedrijven zouden o.a. met het oog op geluidhinder, verplaatst moeten worden. Er was echter geen zicht op deze verplaatsing, met daarbijhorende financiële consequenties. De gemeente vond het acceptabel op grond van de Interimwet stad- en milieubenadering dat er tijdelijk geluidhinder zou bestaan. De Afdeling bestuursrechtspraak van de Raad van State heeft echter op 22 december 2010 geoordeeld dat het besluit van de gemeente Goes niet berust op een deugdelijke motivering, en dat de provincie Zeeland het plan niet had mogen goedkeuren. Daarom heeft de Afdeling het bestemmingsplan vernietigd. De voor het moment van deze uitspraak uitgegeven bouwvergunningen, ruim 80 in het deelplan Goese Diep, blijven echter geldig.

## Doorstart
Na de uitspraak van de Raad van State bleef het aantal gebouwde huizen aanvankelijk steken op ruim 35. De uitspraak noopte de partijen de plannen te herzien, terwijl inmiddels ook de kredietcrisis had toegeslagen en de huizenmarkt in het slop was geraakt. Dit leidde tot langdurige onderhandelen. In mei 2015 trad een van de partijen, Van Garderen en Dekker, uit het plan. De drie overgebleven partijen presenteerden in mei 2015 een flink aangepast en beperkter plan, waarin elk van de partijen een eigen gebied heeft dat men ontwikkel. Het plan blijft buiten de geluidscontouren van de bedrijven uit het havengebied en ook het inmiddels gerenoveerde Sportpark blijft buiten schot.